# Aleksandrs Grīns
Aleksandrs Grīns, születési nevén Jēkabs Grīns (Jēkabpils melletti Birzu majorság, 1895. augusztus 15. – Asztrahán, 1941. december 25.) lett író, haditudósító és politikus.

## Élete
Iskolai tanulmányait Cēsisben végezte. Az érettségi után önkéntes katonai szolgálatra jelentkezett az orosz hadseregbe. 1915-ben Moszkvában katonaiskolát végzett, ezt követően a frontra került és 1917-ig részt vett az első világháború harcaiban. Súlyosan megsérült és a nyugati front szétesését követően Petrográdban ápolták. Lettországba a breszt-litovszki békét követően 1919-ben tért vissza.
1920-ban belépett az első Lett Köztársaság újonnan alakult hadseregébe. Kapitányi rendfokozatot kapott és a lett hadsereg újságának, a Latvijas kareivisnek főszerkesztő-helyettese volt 1920 és 1924 között. 1924-ben leszerelt, és ezt követően írói munkásságának élt. Elsősorban történelmi regényeket írt. 1932–34-ben jelent meg az első világháborúról szóló két kötetes műve: a Dvēseļu putenis (Lelkek hóviharban).
1939-ben a Molotov–Ribbentrop-paktumot követően visszatért a hadseregbe és parancsnoki beosztást kapott a határőrségnél. Lettország 1941-es szovjet megszállását követően a NKVD letartóztatta és Asztrahánba szállította, ahol még az év karácsonyán agyonlőtték.

## Művei
- Veļi („Kerekek”, 1919)
- Iz leitnanta Vanaga dienasgrāmatas („Vanaga hadnagy naplójából”, 1920)
- Krustneša gaitas („A keresztes séta”, 1921)
- Pieviltā vīra atriebšanas un citas noveles („Egy megtévesztett ember bosszúja és egyéb novellák”, 1922)
- Vadonis skuķkopībā I daļa („Útmutató a jade gazdálkodáshoz” I. rész (Homo Grisinbergensis álnéven), 1925)
- Septiņi un viens („Hét és egy” (történetgyűjtemény), 1926)
- Likteņa varā („A sors hatalmában” (történetgyűjtemény), 1928)
- Nameja gredzens („Nameja gyűrű”, 1928—1931)
- Dvēseļu putenis I daļa („A lelkek hóvihara” I. rész, 1933)
- Debesu ugunis („Ég tüzei” (befejezetlen), 1934)
- Dvēseļu putenis II daļa („A lelkek hóvihara” II. rész, 1934)
- Tobago („Tobago”, 1934)
- Pelēkais jātnieks („A szürke lovas”, 1937)
- Meža bērni („Az erdő gyermekei”, 1938)
- Triloģijas "Saderinātie" I daļa "Pelēkais jātnieks" („Saderinātie trilógia I. rész: A szürke lovas”, 1938)
- Triloģijas "Saderinātie" II daļa "Sarkanais jātnieks" („Saderinātie trilógia II. rész: A piros lovas”, 1938)
- Trīs vanagi („Három sólyom”, 1938)
- Diloģijas "Zemes atjaunotāji" I daļa "Meža bērni" („A Föld helyreállítói dilógia I. rész: Az erdő gyermekei”, 1939)
- Diloģijas "Zemes atjaunotāji" II daļa "Atdzimusī cilts" („A Föld helyreállítói dilógia II. rész: Az újjászületett törzs”, 1939)
- Triloģijas "Saderinātie" III daļa "Melnais jātnieks" („Saderinātie trilógia III. rész: A fekete lovas”, 1940)
- Pārnākšana („Az átmenet”, 1941)